# ピョコピョコ ウルトラ
『ピョコピョコ ウルトラ』は、モーニング娘。の48枚目のシングル。2012年1月25日に発売された。

## 概要
前作「この地球の平和を本気で願ってるんだよ!」から約4ヶ月ぶりで、2012年最初のシングル。
10期メンバー（飯窪春菜、石田亜佑美、佐藤優樹、工藤遥）加入後、12人体制の初のシングル。
それぞれ内容の異なるDVD付初回生産限定盤A・B・C、CDのみの通常盤、4形態での発売。
初回生産限定盤A・B・C、通常盤（初回仕様）にイベント抽選シリアルナンバーカード封入。
「ピョコピョコ ウルトラ」は、道重さゆみ・田中れいなが主演を務める日本テレビ系ドラマ『数学♥女子学園』オープニング・テーマ。
衣装は、ヒヨコをイメージして制作されている。
各期ごとに衣装に違いがあり、「ヒヨコがどんどんお姉さんに近づいてく感じ」になっている。
2006年6月発売、30枚目のシングル「Ambitious!野心的でいいじゃん」以来、18作ぶりに現役のモーニング娘。メンバーの人数が2桁になった。

## 規格品番

### 初回生産限定盤A
- CD：EPCE-5836
- DVD：EPCE-5837

### 初回生産限定盤B
- CD：EPCE-5838
- DVD：EPCE-5839

### 初回生産限定盤C
- CD：EPCE-5840
- DVD：EPCE-5841

### 通常盤
- EPCE-5842

## 収録曲
（全作詞・作曲：つんく）
1. ピョコピョコ ウルトラ
編曲：平田祥一郎
センターは田中れいな、鞘師里保。
メインボーカルは田中れいな、新垣里沙、鞘師里保、譜久村聖、道重さゆみ。
日本テレビ系ドラマ『数学♥女子学園』オープニングテーマ[6]。
ミュージック・ビデオの振付はラッキィ池田[8]。
2. 悲しき恋のメロディー
編曲：大久保薫
3. ピョコピョコ ウルトラ（Instrumental）

### DVD
初回生産限定盤A
1. ピョコピョコ ウルトラ(Dance Shot Ver.)

初回生産限定盤B
1. ピョコピョコ ウルトラ(Close-up Ver.)
2. 10期インタビュー(飯窪春菜)
3. 10期インタビュー(石田亜佑美)

初回生産限定盤C
1. ピョコピョコ ウルトラ(ピョコピョコLip Ver.)
2. 10期インタビュー(佐藤優樹)
3. 10期インタビュー(工藤遥)

## 参加メンバー
- 5期：新垣里沙
- 6期：道重さゆみ、田中れいな
- 8期：光井愛佳
- 9期：譜久村聖、生田衣梨奈、鞘師里保、鈴木香音
- 10期：飯窪春菜、石田亜佑美、佐藤優樹、工藤遥

## 参加ミュージシャン
- 平田祥一郎 - プログラミング(1)
- 新垣里沙 - コーラス(1)
- 道重さゆみ - コーラス(1)
- CHINO - コーラス(1,2)
- 大久保薫 - キーボード&プログラミング(2)

## 収録アルバム
- ⑬カラフルキャラクター
- ベスト! モーニング娘。20th Anniversary

## シングルV

### 収録曲
1. ピョコピョコ ウルトラ
2. ピョコピョコ ウルトラ(Another Ver.)
3. メイキング映像

## イベントV

### 収録曲
1. ピョコピョコ ウルトラ(Recording Ver.)
2. ピョコピョコ ウルトラ(新垣里沙 Solo Ver.)
3. ピョコピョコ ウルトラ(道重さゆみ Solo Ver.)
4. ピョコピョコ ウルトラ(田中れいな Solo Ver.)
5. ピョコピョコ ウルトラ(光井愛佳 Solo Ver.)
6. ピョコピョコ ウルトラ(譜久村聖 Solo Ver.)
7. ピョコピョコ ウルトラ(生田衣梨奈 Solo Ver.)
8. ピョコピョコ ウルトラ(鞘師里保 Solo Ver.)
9. ピョコピョコ ウルトラ(鈴木香音 Solo Ver.)
10. ピョコピョコ ウルトラ(飯窪春菜 Solo Ver.)
11. ピョコピョコ ウルトラ(石田亜佑美 Solo Ver.)
12. ピョコピョコ ウルトラ(佐藤優樹 Solo Ver.)
13. ピョコピョコ ウルトラ(工藤遥 Solo Ver.)